# Miroslav Tejchman
Miroslav Tejchman (* 4. dubna 1938 v Praze) je český historik, specialista na dějiny Balkánu.

## Život
Od absolutoria na Filozofické fakultě Univerzity Karlovy v Praze (historie – český jazyk) působil takřka celý svůj profesní život v Československé akademii věd, resp. Akademii věd České republiky, nejprve v rámci Ústavu dějin evropských socialistických zemí, naposledy v Historickém ústavu. Je považován za průkopníka českého bádání o rumunských dějinách, zejména pak pro období druhé světové války, a zabývá se též dějinami Jugoslávie i Balkánu jako celku. Po řadu let vedl redakci časopisu Slovanský přehled, v první polovině 90. let externě přednášel na FF UK, později tři roky na Institutu základů vzdělanosti (dnešní Fakulta humanitních studií UK) a od roku 2004 na Fakultě sociálních věd UK. Je předsedou Českého komitétu balkanistů, místopředsedou Společné komise historiků České republiky a Rumunska a členem dalších odborných kolegií. Kromě vlastních publikací se podílel na řadě syntetických děl k dějinám balkánských zemí a problematice Východního bloku a je autorem překladů několika zahraničních prací.
Má bratra Jaroslava, který vyučoval fyziku na Gymnáziu Budějovická.

## Výběr z díla
- Královský povel. Praha : Magnet, 1970.
- Balkánské socialistické státy mezi dvěma válkami. II. díl, Jugoslávie – Rumunsko. Praha : Horizont, 1970. (s V. Starčevičem a Z. Kutinou)
- Boj o Balkán. Balkánské státy v letech 1939–1941. Praha : Academia, 1982.
- Válka na Balkáně. Balkánské státy v letech 1941–1944. Praha : Academia, 1986.
- Ve službách Třetí říše. Hitlerovy zahraniční jednotky. Praha : Mladá fronta, 1999.
- Východ. Vznik, vývoj a rozpad sovětského bloku 1944–1989. Praha : Libri, 2000. (s J. Vykoukalem a B. Literou)
- Nicolae Ceauşescu. Život a smrt jednoho diktátora. Praha : Nakladatelství Lidové noviny, 2004.
- Balkán ve válce a v revoluci. 1939–1945. Praha : Karolinum, 2008.
- Moskva a socialistické země na Balkáně 1964–1989. Vnější a vnitřní aspekty vývoje a rozpadu sovětského bloku na Balkáně. Praha : Historický ústav, 2009. (s B. Literou)
- Balkán ve 20. století. Praha : Univerzita Karlova, nakladatelství Karolinum, 2016.